# Prevzetnost in pristranost (film, 2005)
Prevzetnost in pristranost (v izvirniku Pride and Prejudice) je film iz leta 2005, ki temelji na istoimenskem romanu Jane Austen. To drugo pomembnejšo filmsko upodobitev romana (prejšnja je izšla leta 1940) je produciralo podjetje Working Title Films, režiral Joe Wright, scenarij zanjo pa je napisala Deborah Moggach. V Veliki Britaniji je film izšel 16. septembra leta 2005, v Združenih državah Amerike pa 11. novembra tistega leta.

## Igralska zasedba
- Keira Knightley kot Elizabeth Bennet
- Matthew Macfadyen kot g. Darcy
- Talulah Riley kot Mary Bennet
- Rosamund Pike kot Jane Bennet
- Jena Malone kot Lydia Bennet
- Carey Mulligan kot Catherine Kitty Bennet
- Donald Sutherland kot g. Bennet
- Brenda Blethyn kot ga. Bennet
- Claudie Blakley kot Charlotte Lucas
- Simon Woods kot g. Charles Bingley
- Kelly Reilly kot Caroline Bingley
- Rupert Friend kot g. George Wickham
- Tom Hollander kot g. William Collins
- Judi Dench kot ga. Catherine de Bourgh
- Rosamund Stephen kot Anne de Bourgh
- Cornelius Booth kot Colonel Fitzwilliam
- Penelope Wilton kot ga. Gardiner
- Peter Wight kot g. Gardiner
- Meg Wynn Owen kot ga. Reynolds
- Tamzin Merchant kot Georgiana Darcy
- Sinead Matthews kot Betsy

## Pomembnejše nagrade in nominacije
| Nagrada      | Kategorija                               | Nominiranec       | Osvojeno? |
| ------------ | ---------------------------------------- | ----------------- | --------- |
| Oskar        | Najboljša igralka                        | Keira Knightley   | Ne        |
| Oskar        | Najboljša originalna ocena               | Dario Marianelli  | Ne        |
| Oskar        | Najboljša umetnostna režija              | -                 | Ne        |
| Oskar        | Najboljši kostumi                        | Jacqueline Durran | Ne        |
| Zlati globus | Najboljši film - Muzikal ali komedija    | -                 | Ne        |
| Zlati globus | Najboljša igralka - Muzikal ali komedija | Keira Knightley   | Ne        |
| BAFTA        | Najboljši britanski film                 | -                 | Ne        |
| BAFTA        | Najboljša igralka v stranski vlogi       | Brenda Blethyn    | Ne        |
| BAFTA        | Najbolj obetajoči novinec                | Joe Wright        | Da        |
| BAFTA        | Najboljši neoriginalni scenarij          | Deborah Moggach   | Ne        |
| BAFTA        | Najboljši kostumi                        | Jacqueline Durran | Ne        |
| BAFTA        | Najboljša ličila in pričeska             | -                 | Ne        |